# گیلم مارتی
گیلم مارتی (انگلیسی: Guillem Martí؛ زادهٔ ۵ سپتامبر ۱۹۸۵) بازیکن فوتبال اهل اسپانیا است.
از باشگاه‌هایی که در آن بازی کرده‌است می‌توان به باشگاه فوتبال اوئسکا، باشگاه ورزشی تنریف، و باشگاه فوتبال رئال ساراگوسا اشاره کرد.